# Mesochelidura chelmosensis
Mesochelidura chelmosensis ist eine kaum erforschte Art der zu den Insekten gehörenden Ohrwürmer. Die Art lebt in Griechenland.

## Merkmale
Die Körperlänge beträgt einschließlich der Zangen bei Männchen 16–18 mm und bei Weibchen 13–15 mm. Körper, Antennen und Zange sind dunkelbraun, die Beine gelblich. Der Kopf ist groß, breit und mit vorhandenen postfrontalen und coronalen Nähten. Der Kopfhinterrand ist in der Mitte konkav, die Augen sind klein und kleiner als die Länge des Kopfes hinter den Augen. Die Antennen sind typisch für die Gattung Mesochelidura. Das erste Antennenglied ist kurz und kürzer als die Distanz zwischen den Antennenbasen. Das zweite Antennenglied ist quer, das dritte etwas länger als das vierte. Das Pronotum ist quer, die Seitenränder sind gerade und zum Ende hin verbreitert. Der Hinterrand ist konvex, die mediane Längsfurche ist kaum erkennbar. Die Vorderhälfte des Pronotums ist angeschwollen, die Hinterhälfte abgeflacht. Die Elytren sind vom Chelidura-Typ, also nur als spangenartige Schuppen ausgebildet. Hinterflügel fehlen. Das Abdomen ist zum Ende hin erweitert und die Tergite besitzen einen rötlichen, fettigen Glanz. Die seitlichen Drüsenfalten auf dem 3. und 4. Tergit sind deutlich erkennbar. Das letzte Tergit der Männchen ist stark quer mit einem Paar großer, stumpfer Tuberkel nahe der Zangenbasis. Das männliche Pygidium ist sehr breit, stark quer, einfach, aber der Hinterrand ist etwas lamelliert. Von der Art sind Männchen mit großen Zangen (forma macrolabia) und Männchen mit kleinen Zangen (forma brachylabia) bekannt. Die männlichen Zangen sind gebogen, die Zweige mehr oder weniger zylindrisch und seitlich (lateral) betrachtet etwas gewellt. Der Innenrand besitzt einen kleineren oder größeren Zahn nahe der Mitte. Die männlichen Genitalien sind gut entwickelt, die zentrale Paramerplatte ist leicht verengt und etwa so breit wie die äußeren Paramere. Der Genitallobus ist lang und zum Ende hin quer abgestumpft. Die Virga innerhalb des Genitallobus ist kurz, mit einem blättrigen Basalbläschen. Die äußeren Paramere sind lang, gut entwickelt und der Basalabschnitt leicht erweitert. Die Weibchen ähneln den Männchen, aber die Zange ist einfach, gerade, abgeflacht und spitz zulaufend.

## Ähnliche Arten
Generell ähnelt die Art anderen Mesochelidura- und Chelidura-Arten. Auf der Balkanhalbinsel finden sich noch Mesochelidura apfelbecki, Chelidura carpathica und Chelidura trannsilvanica. Chelidurella-Arten wie der Waldohrwurm (Chelidurella acanthopygia) kommen im Süden der Balkanhalbinsel nicht vor, sind schlanker gebaut und die männlichen Zangen sind dünner, weniger massiv gebaut und länger. 
Die männliche Zange ist schwächer gebogen als bei Mesochelidura chelmosensis und der Zahn am Innenrand der männlichen Zange ist stärker ausgeprägt als bei M. chelmosensis. Das männliche Pygidium ist größer und breiter als bei Chelidura carpathica. Außerdem besitzt es keinen medianen Tuberkel. Die äußeren Paramere der männlichen Genitalien sind bei C. carpathica zudem stärker entwickelt und gewölbt. Andere europäische Chelidura- und Mesochelidura-Arten haben eine kürzere Virga.

## Verbreitung
Das Verbreitungsgebiet liegt in Griechenland, genauer im Bergmassiv Aroania auf Peloponnes.

## Taxonomie
Die Art wurde 1965 von Josef Mařan als Anechura (Borelliola) chelmosensis erstbeschrieben. Synonyme der Art lauten Chelidura chelmosensis (Mařan, 1965), Maraniola chelmosensis Harz & Kaltenbach, 1976, Anechura (Maraniola) chelmosensis Sakai, 1982 und Anechura chelmosensis Steinmann, 1984. Die Einordnung in die Gattung Mesochelidura erfolgte durch Kirstova et al. im Jahr 2020.
Das männliche Typus (Nomenklatur) befindet sich im Nationalmuseum (Prag). Die Typuslokalität ist Griechenland. Weitere vor 1936 von Mařan und Tab. gesammelte Exemplare befinden sich nach Harz & Kaltenbach (1976) im Naturhistorischen Museum Wien.